# Geo & Geo
Geo & Geo est une émission de télévision italienne diffusée sur Rai 3 du lundi au vendredi de 15h45 à 19h00. Elle est actuellement animée par Sveva Sagramola, membre historique de la transmission et par Emanuele Biggi, biologiste et photographe grand amateur de la nature.
Les domaines et les sujets traités sont très vastes : culture italienne et mondiale, climat, animaux, nouvelles technologies, nature, gastronomie, publications, actualités…